# Chevannes (Essonne)
Pour les articles homonymes, voir Chevannes.
Chevannes (prononcé [ ʃœvan] ) est une commune française située à trente-sept kilomètres au sud-est de Paris dans le département de l'Essonne en région Île-de-France.
Ses habitants sont appelés les Chevannais.

## Géographie

### Situation
| Type d’occupation           | Pourcentage | Superficie (en hectares) |
| --------------------------- | ----------- | ------------------------ |
| Espace urbain construit     | 6,0 %       | 62,26                    |
| Espace urbain non construit | 13,1 %      | 135,20                   |
| Espace rural                | 80,9 %      | 833,90                   |
| Source : Iaurif             |             |                          |

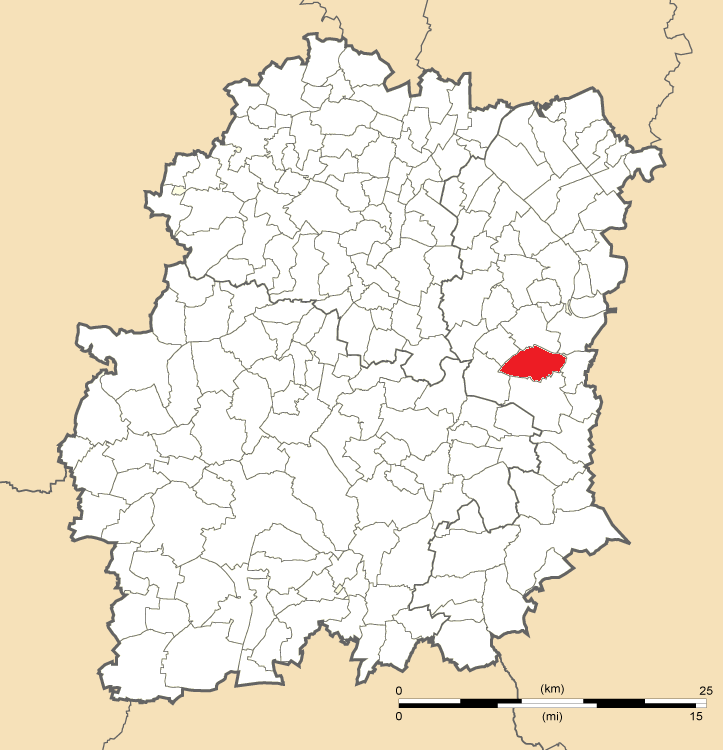
Position de Chevannes en Essonne.

Chevannes est située à 37 kilomètres au sud-est de Paris-Notre-Dame, point zéro des routes de France, 12 kilomètres au sud d'Évry, 8 kilomètres au nord-est de La Ferté-Alais, 9 kilomètres au sud-est de Corbeil-Essonnes, 14 kilomètres au nord-ouest de Milly-la-Forêt, 16 kilomètres au sud-est d'Arpajon, 18 kilomètres au sud-est de Montlhéry, 24 kilomètres au nord-est d'Étampes, 25 kilomètres au sud-est de Palaiseau, 32 kilomètres à l'est de Dourdan. Elle est aussi située à 54 kilomètres au nord-ouest de Chevannes dans le Loiret, 117 kilomètres au nord-ouest de Chevannes dans l'Yonne et 235 kilomètres au nord-ouest de Chevannes en Côte-d'Or.

### Relief et géologie
Le point le plus bas de la commune est situé à soixante-douze mètres d'altitude et le point culminant à quatre-vingt-dix-huit mètres.

### Climat
Pour des articles plus généraux, voir Climat de l'Île-de-France et Climat de l'Essonne.
En 2010, le climat de la commune est de type climat océanique dégradé des plaines du Centre et du Nord, selon une étude du CNRS s'appuyant sur une série de données couvrant la période 1971-2000. En 2020, Météo-France publie une typologie des climats de la France métropolitaine dans laquelle la commune est exposée à un climat océanique altéré et est dans la région climatique Sud-ouest du bassin Parisien, caractérisée par une faible pluviométrie, notamment au printemps (120 à 150 mm) et un hiver froid (3,5 °C). 
Pour la période 1971-2000, la température annuelle moyenne est de 11,2 °C, avec une amplitude thermique annuelle de 15,4 °C. Le cumul annuel moyen de précipitations est de 660 mm, avec 10,8 jours de précipitations en janvier et 7,6 jours en juillet. Pour la période 1991-2020, la température moyenne annuelle observée sur la station météorologique la plus proche, située sur la commune de Nainville-les-Roches à 5 km à vol d'oiseau, est de 11,5 °C et le cumul annuel moyen de précipitations est de 702,3 mm,. Pour l'avenir, les paramètres climatiques de la commune estimés pour 2050 selon différents scénarios d'émission de gaz à effet de serre sont consultables sur un site dédié publié par Météo-France en novembre 2022.
| Mois                                  | jan.             | fév.             | mars            | avril         | mai             | juin          | jui.           | août           | sep.         | oct.            | nov.            | déc.           | année      |
| ------------------------------------- | ---------------- | ---------------- | --------------- | ------------- | --------------- | ------------- | -------------- | -------------- | ------------ | --------------- | --------------- | -------------- | ---------- |
| Température minimale moyenne (°C)     | 1,4              | 1,3              | 3,4             | 4,9           | 8,7             | 11,6          | 14             | 13,5           | 10,2         | 7,7             | 3,8             | 2              | 6,9        |
| Température moyenne (°C)              | 4,1              | 4,8              | 8,1             | 10,2          | 14,3            | 17,5          | 20,1           | 19,7           | 15,7         | 11,8            | 7               | 4,6            | 11,5       |
| Température maximale moyenne (°C)     | 6,7              | 8,2              | 12,8            | 15,5          | 19,8            | 23,3          | 26,3           | 25,9           | 21,1         | 16              | 10,1            | 7,1            | 16,1       |
| Record de froid (°C) date du record   | −20,5 17.01.1985 | −13,3 26.02.1986 | −12,4 01.03.05  | −5 12.04.1986 | −1,5 10.05.1980 | 1,8 04.06.01  | 4,5 17.07.1980 | 2,5 31.08.1986 | 2 29.09.1990 | −4,5 30.10.1985 | −11 24.11.1998  | −11 31.12.1985 | −20,5 1985 |
| Record de chaleur (°C) date du record | 16,5 05.01.1999  | 21,5 24.02.1990  | 25,5 29.03.1989 | 29,3 30.04.05 | 33 27.05.05     | 35,1 20.06.05 | 37,4 19.07.06  | 39 04.08.1990  | 32 04.09.05  | 30,2 01.10.1985 | 20,5 11.11.1995 | 17,2 07.12.00  | 39 1990    |
| Précipitations (mm)                   | 56,7             | 50,5             | 51,7            | 52,7          | 68,4            | 63,3          | 49,8           | 48,6           | 60,1         | 64,2            | 63,6            | 72,7           | 702,3      |

### Voies de communication et transports
La commune est desservie par les lignes 24.11 et 24.12 de la STA (société de transport par autocar). Elle est également desservie par la ligne de bus 4308 du réseau de bus Essonne Sud Est.

## Urbanisme

### Typologie
Au 1er janvier 2024, Chevannes est catégorisée ceinture urbaine, selon la nouvelle grille communale de densité à sept niveaux définie par l'Insee en 2022.
Elle est située hors unité urbaine. Par ailleurs la commune fait partie de l'aire d'attraction de Paris, dont elle est une commune de la couronne,. Cette aire regroupe 1 929 communes,.

## Toponymie
Le lieu fut appelé Cabanacum en latin à l'époque gallo-romaine puis évolua vers Chabannes. La commune fut créée en 1793 avec son nom actuel.
Du bas-latin capanna, désignant une hutte et qui a donné le mot « cabane ».

## Histoire
Possession de l'abbaye Saint-Spire de Corbeil au Xe, placée sous la dépendance directe et exclusive de Célestin III, pape en 1196. Duché de Villeroy au XVIIe.
Un important complexe de bâtiment est construit sur la commune en 1955 le centre émetteur de Chevannes (aujourd'hui Centre d'Archives de la DGAC). Après la parution au journal officiel d'un décret fixant l'étendue du centre émetteur sur la commune, à l'époque en Seine-et-Oise. Après la dé-commission de l’émetteur, la direction générale de l'aviation y stocke ses archives. Plusieurs programmes de réhabilitation sont envisagés tels que la transformation du site en aire d’accueil pour gens du voyage ou bien l'installation d’activités agricoles sur les 110 hectares du site,.

## Population et société

### Démographie

#### Évolution démographique
L'évolution du nombre d'habitants est connue à travers les recensements de la population effectués dans la commune depuis 1793. Pour les communes de moins de 10 000 habitants, une enquête de recensement portant sur toute la population est réalisée tous les cinq ans, les populations de référence des années intermédiaires étant quant à elles estimées par interpolation ou extrapolation. Pour la commune, le premier recensement exhaustif entrant dans le cadre du nouveau dispositif a été réalisé en 2007.

En 2022, la commune comptait 1 550 habitants, en évolution de −7,24 % par rapport à 2016 (Essonne : +2,89 %, France hors Mayotte : +2,11 %).
| 1793 | 1800 | 1806 | 1821 | 1831 | 1836 | 1841 | 1846 | 1851 |
| ---- | ---- | ---- | ---- | ---- | ---- | ---- | ---- | ---- |
| 313  | 373  | 375  | 312  | 341  | 350  | 299  | 352  | 399  |

| 1856 | 1861 | 1866 | 1872 | 1876 | 1881 | 1886 | 1891 | 1896 |
| ---- | ---- | ---- | ---- | ---- | ---- | ---- | ---- | ---- |
| 346  | 330  | 312  | 298  | 306  | 324  | 344  | 312  | 300  |

| 1901 | 1906 | 1911 | 1921 | 1926 | 1931 | 1936 | 1946 | 1954 |
| ---- | ---- | ---- | ---- | ---- | ---- | ---- | ---- | ---- |
| 266  | 249  | 284  | 272  | 288  | 331  | 510  | 563  | 700  |

| 1962 | 1968 | 1975 | 1982 | 1990  | 1999  | 2006  | 2007  | 2012  |
| ---- | ---- | ---- | ---- | ----- | ----- | ----- | ----- | ----- |
| 765  | 838  | 758  | 833  | 1 147 | 1 400 | 1 623 | 1 655 | 1 731 |

| 2017  | 2022  | - | - | - | - | - | - | - |
| ----- | ----- | - | - | - | - | - | - | - |
| 1 621 | 1 550 | - | - | - | - | - | - | - |

#### Pyramide des âges
En 2018, le taux de personnes d'un âge inférieur à 30 ans s'élève à 36,9 %, soit en dessous de la moyenne départementale (39,9 %). De même, le taux de personnes d'âge supérieur à 60 ans est de 17,2 % la même année, alors qu'il est de 20,1 % au niveau départemental.
En 2018, la commune comptait 816 hommes pour 798 femmes, soit un taux de 50,56 % d'hommes, légèrement supérieur au taux départemental (48,98 %).
Les pyramides des âges de la commune et du département s'établissent comme suit.
| Hommes | Classe d’âge | Femmes |
| ------ | ------------ | ------ |
| 0,2    | 90 ou +      | 0,4    |
| 3,1    | 75-89 ans    | 4,4    |
| 12,9   | 60-74 ans    | 13,3   |
| 25,7   | 45-59 ans    | 26,8   |
| 19,6   | 30-44 ans    | 19,6   |
| 16,6   | 15-29 ans    | 16,0   |
| 21,8   | 0-14 ans     | 19,4   |

| Hommes | Classe d’âge | Femmes |
| ------ | ------------ | ------ |
| 0,5    | 90 ou +      | 1,4    |
| 5,4    | 75-89 ans    | 7,2    |
| 12,9   | 60-74 ans    | 13,9   |
| 20     | 45-59 ans    | 19,4   |
| 19,9   | 30-44 ans    | 20,1   |
| 20     | 15-29 ans    | 18,2   |
| 21,3   | 0-14 ans     | 19,8   |

## Politique et administration

### Politique locale
La commune de Chevannes est rattachée au canton de Mennecy, représenté par les conseillers départementaux Patrick Imbert (UMP) et Caroline Parâtre (UMP), à l'arrondissement d'Évry et à la deuxième circonscription de l'Essonne, représentée par le député Franck Marlin (UMP).
L'Insee attribue à la commune le code 91 2 16 159. La commune de Chevannes est enregistrée au répertoire des entreprises sous le code SIREN 219 101 599. Son activité est enregistrée sous le code APE 8411Z.

### Tendances et résultats politiques
Élections présidentielles, résultats des deuxièmes tours :
- Élection présidentielle de 2002 : 83,71 % pour Jacques Chirac (RPR), 16,29 % pour Jean-Marie Le Pen (FN), 84,89 % de participation[41].
- Élection présidentielle de 2007 : 52,81 % pour Nicolas Sarkozy (UMP), 47,19 % pour Ségolène Royal (PS), 92,07 % de participation[42].
- Élection présidentielle de 2012 : 52,20 % pour François Hollande (PS), 47,80 % pour Nicolas Sarkozy (UMP), 85,56 % de participation[43].

Élections législatives, résultats des deuxièmes tours :
- Élections législatives de 2002 : 56,23 % pour Franck Marlin (UMP), 43,77 % pour Gérard Lefranc (PCF), 60,45 % de participation[44].
- Élections législatives de 2007 : 42,52 % pour Franck Marlin (UMP) élu au premier tour, 26,69 % pour Marie-Agnès Labarre (PS), 65,68 % de participation[45].
- Élections législatives de 2012 : 50,78 % pour Franck Marlin (UMP), 49,22 % pour Béatrice Pèrié (PS), 58,32 % de participation[46].

Élections européennes, résultats des deux meilleurs scores :
- Élections européennes de 2004 : 33,03 % pour Harlem Désir (PS), 12,22 % pour Patrick Gaubert (UMP), 48,91 % de participation[47].
- Élections européennes de 2009 : 21,50 % pour Michel Barnier (UMP), 20,49 % pour Daniel Cohn-Bendit (Les Verts), 45,71 % de participation[48].
- Élections européennes de 2014 : 27,32 % pour Aymeric Chauprade (FN), 16,13 % pour Alain Lamassoure (UMP), 45,92 % de participation[49].

Élections régionales, résultats des deux meilleurs scores :
- Élections régionales de 2004 : 53,17 % pour Jean-Paul Huchon (PS), 34,44 % pour Jean-François Copé (UMP), 70,50 % de participation[50].
- Élections régionales de 2010 : 63,09 % pour Jean-Paul Huchon (PS), 36,91 % pour Valérie Pécresse (UMP), 52,88 % de participation[51].

Élections cantonales, résultats des deuxièmes tours :
- Élections cantonales de 2001 : données manquantes.
- Élections cantonales de 2008 : 53,10 % pour Patrick Imbert (UMP), 46,90 % pour Christian Richomme (PS), 72,69 % de participation[52].

Élections municipales, résultats des deuxièmes tours :
- Élections municipales de 2001 : données manquantes.
- Élections municipales de 2008 : 423 voix pour Pascale Amiot (?), 422 voix pour Marjorie Salinière (?), 75,53 % de participation[53].
- Élections municipales de 2020 :Résultats de l'élection municipale 2020 sur le site du ministère de l'Intérieur.

Référendums :
- Référendum de 2000 relatif au quinquennat présidentiel : 80,84 % pour le Oui, 19,16 % pour le Non, 29,93 % de participation[54].
- Référendum de 2005 relatif au traité établissant une Constitution pour l'Europe : 54,10 % pour le Non, 45,90 % pour le Oui, 79,29 % de participation[55].

### Enseignement
Les élèves de Chevannes sont rattachés à l'académie de Versailles. La commune dispose sur son territoire de l'école élémentaire du Centre et de l'école maternelle de la Plaine

### Santé
La commune de Chevannes abrite plusieurs structures médicales d'intérêt :
- un cabinet médical avec un médecin généraliste et des praticiens de kinésithérapie.
- un pôle médical appelé Medicentre regroupant un médecin généraliste, des sages-femmes, des dentistes, etc.
- une permanence médicale "SOS médecins" pour les consultations non prévues en soirées, les samedis et dimanches et jour férié. Un à deux médecins généralistes peuvent être consultés après prise de rendez-vous au centre de régulation.

### Jumelages
La commune de Chevannes n'a développé aucune association de jumelage.

## Vie quotidienne à Chevannes

### Sports
Le club Chevannes Tennis de Table (CTT) permet depuis 2004 de pratiquer le tennis de table en loisir ou en compétition.
Il y a également des associations permettant de faire du football, du tennis, de la danse, du théâtre...

### Lieux de culte

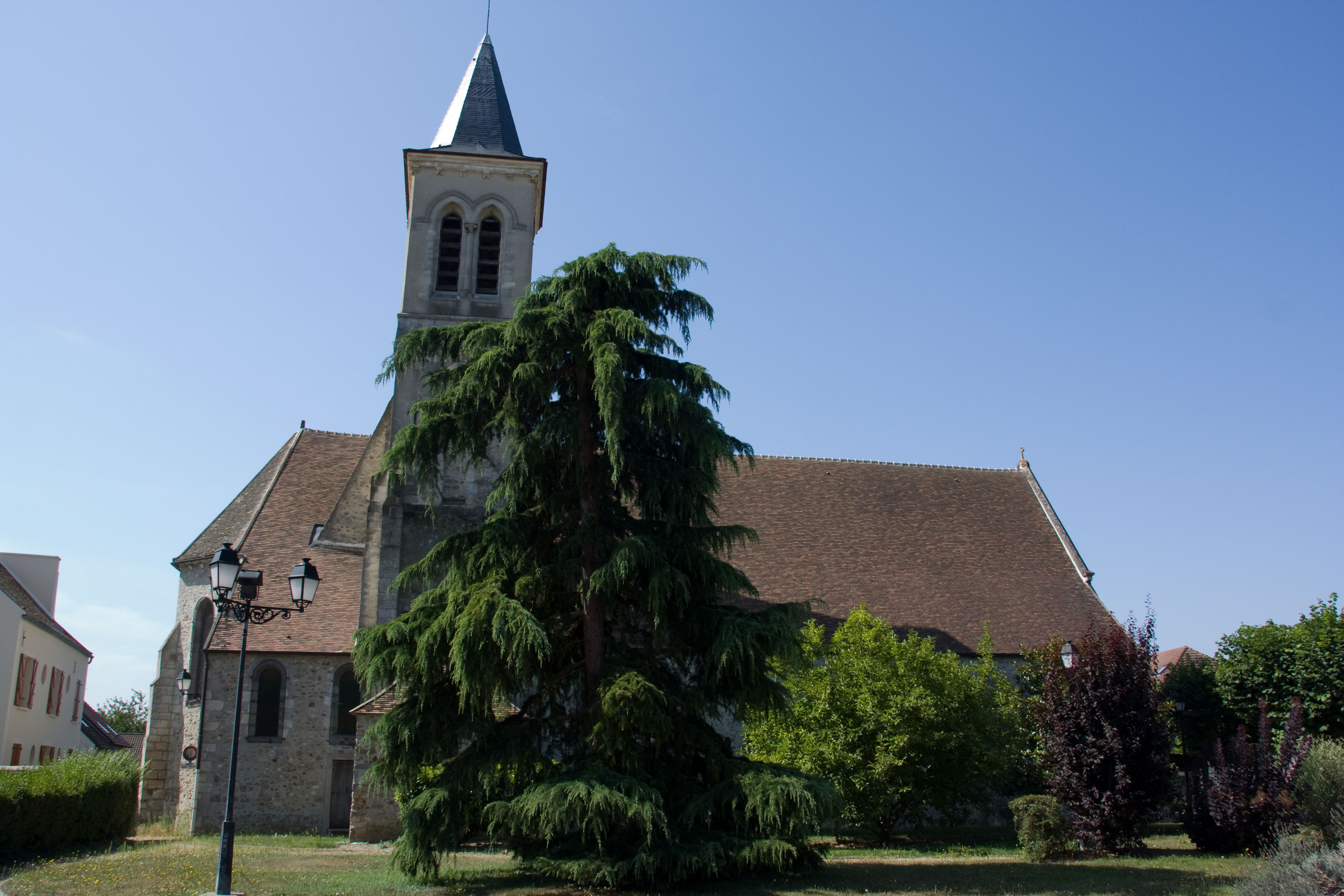
L'église Saint-Symphorien.

La paroisse catholique de Chevannes est rattachée au secteur pastoral de La Ferté-Alais-Val d'Essonne et au diocèse d'Évry-Corbeil-Essonnes. Elle dispose de l'église Saint-Symphorien.

### Médias
L'hebdomadaire Le Républicain relate les informations locales. La commune est en outre dans le bassin d'émission des chaînes de télévision France 3 Paris Île-de-France Centre, IDF1 et Téléssonne intégré à Télif.

## Économie

### Emplois, revenus et niveau de vie
En 2019, le revenu fiscal médian par ménage était de 35 196 €
(Source : calculs JDN d'après ministère de l'Économie, 2019)
| Répartition des emplois par catégories socioprofessionnelles en 2006. |              |                                           |                                                   |                            |                          |                           |
|                                                                       | Agriculteurs | Artisans, commerçants, chefs d’entreprise | Cadres et professions intellectuelles supérieures | Professions intermédiaires | Employés                 | Ouvriers                  |
| Chevannes                                                             | -            | -                                         | -                                                 | -                          | -                        | -                         |
| Zone d’emploi d’Évry                                                  | 0,3 %        | 4,0 %                                     | 20,2 %                                            | 29,6 %                     | 28,2 %                   | 17,7 %                    |
| Moyenne nationale                                                     | 2,2 %        | 6,0 %                                     | 15,4 %                                            | 24,6 %                     | 28,7 %                   | 23,2 %                    |
| Répartition des emplois par secteurs d’activités en 2006.             |              |                                           |                                                   |                            |                          |                           |
|                                                                       | Agriculture  | Industrie                                 | Construction                                      | Commerce                   | Services aux entreprises | Services aux particuliers |
| Chevannes                                                             | -            | -                                         | -                                                 | -                          | -                        | -                         |
| Zone d’emploi d’Évry                                                  | 0,9 %        | 13,5 %                                    | 5,4 %                                             | 14,6 %                     | 16,2 %                   | 6,9 %                     |
| Moyenne nationale                                                     | 3,5 %        | 15,2 %                                    | 6,4 %                                             | 13,3 %                     | 13,3 %                   | 7,6 %                     |
| Sources : Insee,                                                      |              |                                           |                                                   |                            |                          |                           |

Commerces
Une épicerie de type alimentation générale avec possibilité de plats à emporter est ouverte 7 jours sur 7 sur la place de l'église. Service de Relay Colis. Ouverte depuis 2014.
Une couturière "Faty retouche"

## Culture locale et patrimoine

### Patrimoine environnemental
Des bosquets boisés ont été recensés au titre des espaces naturels sensibles par le conseil général de l'Essonne.

### Patrimoine architectural
- Habitat gallo-romain au lieu-dit « le bois fleuri ».
- Aqueduc de la Vanne, du Loing et du Lunain qui aboutit à Paris-Montsouris.
- Centre émetteur de l'aviation civile de Chevannes, sur la route d'Auvernaux. Un bâtiment et ses dépendances, construit dans les années 60 à 2 km du village.
- Ferme : ancien château, dépendances et parc, adaptés à l'exploitation agricole ; pigeonnier dans la cour. Ferme ancienne au lieu-dit les Messis.
- Église Saint-Symphorien du XIIIe siècle, remaniée aux siècles suivants : nef de cinq travées, abside à 3 pans, voûtée d'ogives avec clefs, retombée et doubleaux sur chapiteaux à feuillages, clocher de plan carré à deux étages, fenêtres plein cintre au 1er, baies géminées au 2e, corniche à modillons sculptés sous la flèche, clef de voûte et chapiteaux sculptés ; bancs et chaire bois sculpté XVIIIe, boiserie au chœur et retable bois peint XVIIIe, fonts baptismaux de pierre XVIe, aigle-lutrin XVIIIe, statue de bois doré XVIIIe Vierge à l'Enfant, bâton de confrérie XVIIIe, dalle funéraire 1581 de Jehan Denis.

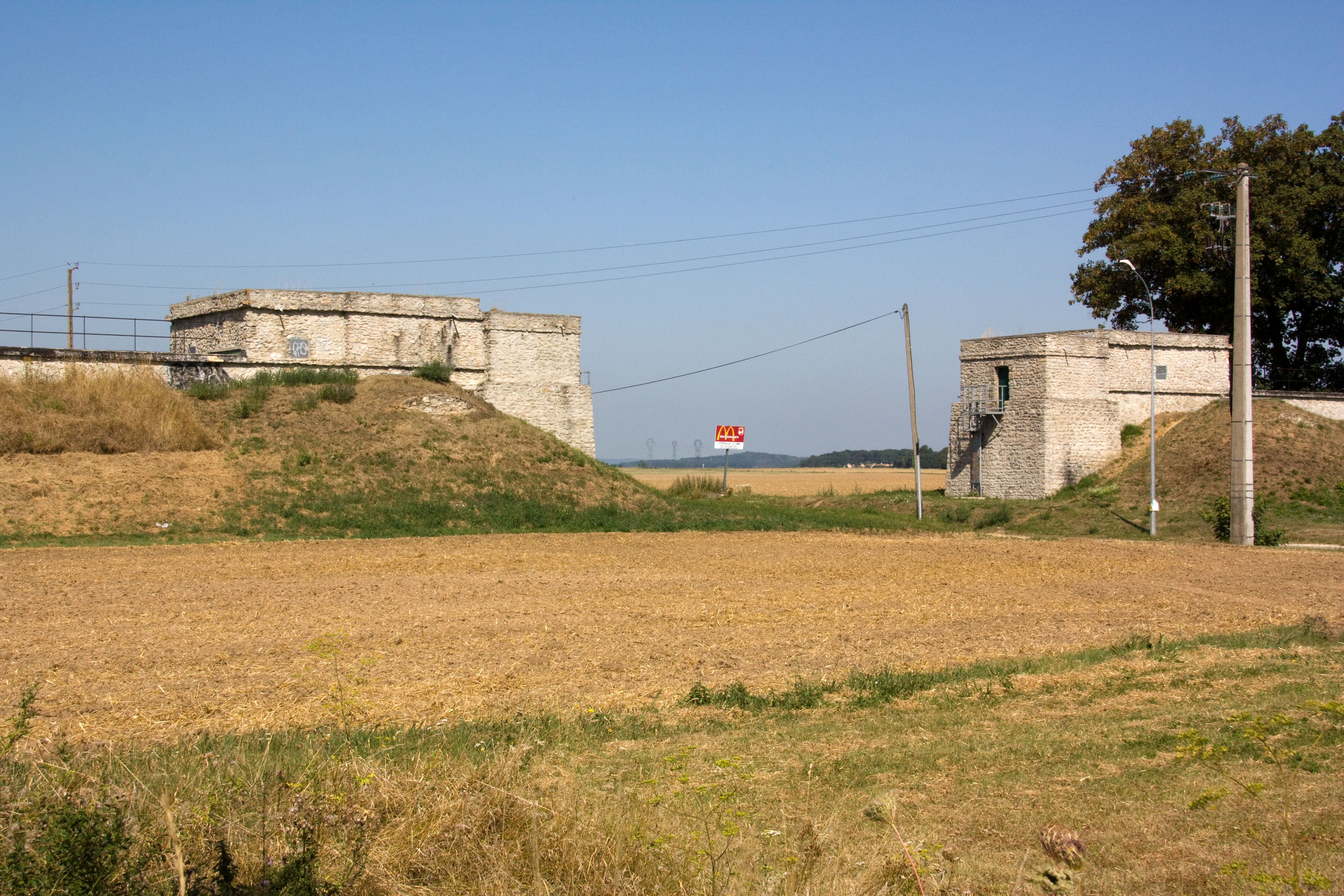
Aqueduc de la Vanne.
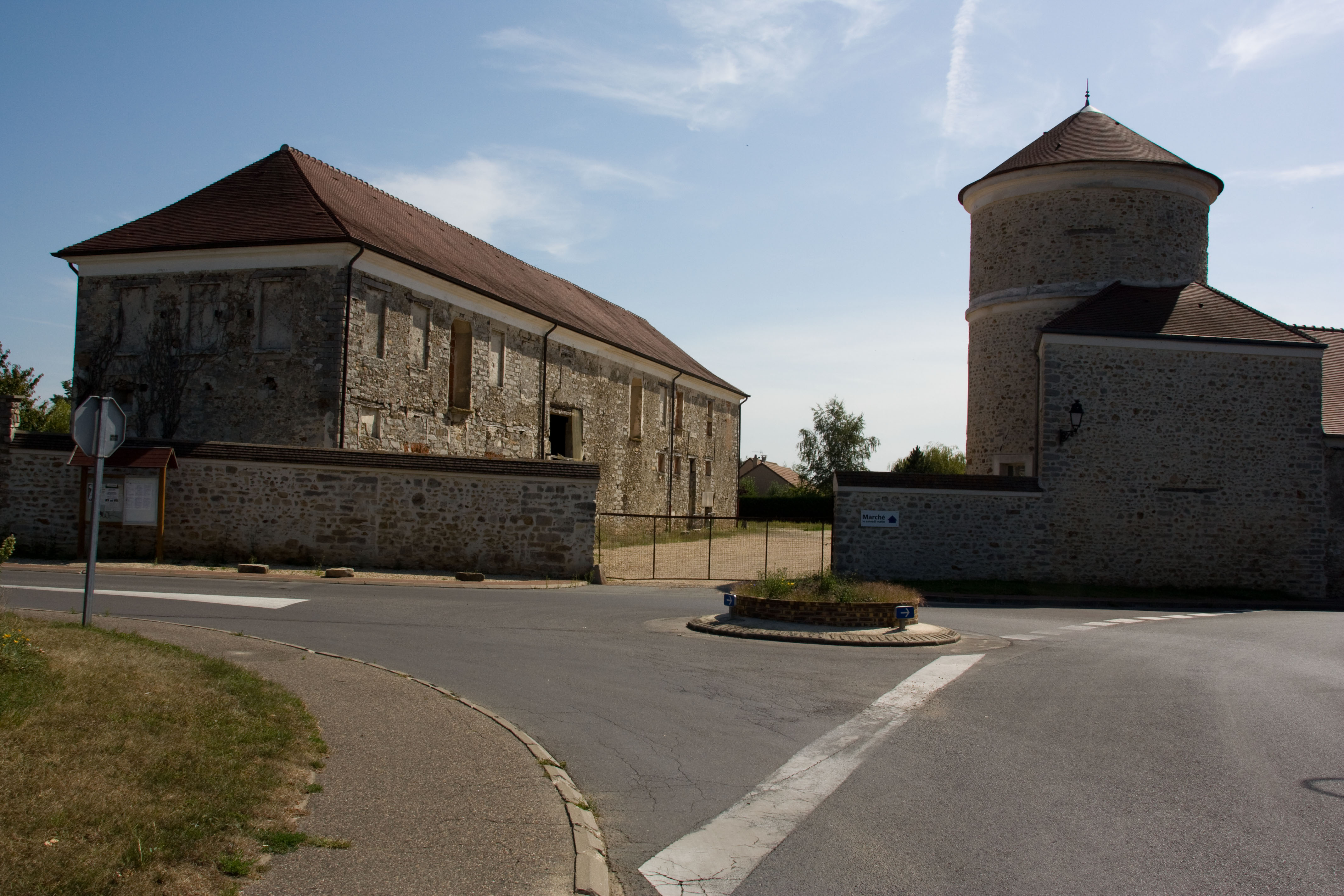
Ferme des Seigneurs et son pigeonnier.

### Personnalités liées à la commune
Différents personnages publics sont nés, décédés ou ont vécu à Chevannes :
- Pierre Julitte (1910-1991), écrivain et compagnon de la Libération, y est né.

### Héraldique
| Blason de Chevannes | La commune de Chevannes ne dispose pas de blason. |